# Кургатей
Кургате́й — деревня в Нижнеудинском районе Иркутской области. Входит в Чеховское муниципальное образование.

## География
Находится в 15 км к югу от центра сельского поселения, села Чехово.

## История
Деревня была организована под названием Кургэтэй в 1903 году переселенческой комиссией Иркутской губернии для размещения переселенцев из европейской части Российской империи. К 1906 году ещё не была заселена. В 1910—1920-х годах действовала церковь Михаила Архангела.
В 1945—1953 годах входила в состав Икейского района.

## Население
| 2002 | 2010 | 2011 | 2012 |
| ---- | ---- | ---- | ---- |
| 130  | ↘107 | →107 | ↗108 |

По данным Всероссийской переписи населения 2010 года население НП составило 107 человек.